# Oreocharis rosthornii
Oreocharis rosthornii är en tvåhjärtbladig växtart som först beskrevs av Friedrich Ludwig Diels, och fick sitt nu gällande namn av Mich. Möller och A. Weber. Oreocharis rosthornii ingår i släktet Oreocharis och familjen Gesneriaceae.

## Underarter
Arten delas in i följande underarter:
- O. r. crenulata
- O. r. rosthornii
- O. r. wenshanensis
- O. r. xingrenensis